# Крум
Крум (803—814) је био један од три кана који су имали назив Канас у Биги (Кан у Богу). Био је наследник кана Кардама и родом је од панонских Прабугара, који су били у служби Авара. 805. се ослободио надвладе Авара и искористио је прилику за експанзију преко Карпата у Трасилванију све до Дунава и источне Паноније. Тада је граничио са Францима и краљевством Карла Великог.

## Односи са византијским царем Нићифором I
Кан Крум се залагао са ослобођење Словена на Балкану и њихово потпадање под бугарску државу. Бугарске снаге су 807. победили византијску армију у сутјесци реке Струме. 809. су успешно опседали Сердику (данашња Софија). Крум је византијској војсци обећао сигуран излазак из тврђаве, али прекршио је обећање и побио 6.000 војника. То је навело цара Нићифора I, да насељава људство из Мале Азије на бугарско-византијску границу. Такође је пробао повратити Сердику, али неуспешно.
Нићифор је 811. предводио велику армију против Бугара и стигао је до Карнобата. Ту се Крум 11. јула 811. заложио за преговоре, али Нићифор је наставио са походом. Византијска армија је успешно прешла балканске планине и бугарске сачекуше и потукла је бугарски одред од 12.000 војника, који је покушавао да спречи упад у Мезију. Други бугарски одред од 50.000 војника је био потучен поред зидина престолнице Плиске 20. јула 811. године.
Византијска војска је попљачкала Плиску и починила је велики масакр. Враћали су се најкраћим путем преко планина. Кан Крум их је ухватио у заседи. Побио је целу војску. Међу убијенима био је и сам цар. Од лобање Нићифора Првог Крум је направио пехар за вино.